# استوارت فریدمن
استوارت فریدمن (انگلیسی: Stuart Freedman؛ ۱۳ ژانویهٔ ۱۹۴۴ – ۱۰ نوامبر ۲۰۱۲) دانشمند در زمینه نوترینو اهل ایالات متحده آمریکا بود. فریدمن یک فیزیکدان بود که به دلیل تحصیلات تکمیلی خود در آزمایش بل با جان کلاوزر و همچنین مشارکت وی در فیزیک هسته‌ای و ذرات، به ویژه فیزیک تعامل ضعیف شناخته شده بود.

## زندگی
او دانشجوی فارغ‌التحصیل دانشگاه کالیفرنیا، برکلی  تحت راهنمایی یوجین کامینز بود، جایی که او با استیون چو دانشجوی فارغ‌التحصیل دانشگاهی همکاری می‌کرد. وی همچنین دریافت کننده جایزه تام دبلیو بونر در فیزیک هسته ای سال ۲۰۰۷ بود. انجمن فیزیک آمریکا  به نام جایزه‌ای در   فیزیک هسته‌ای بنا نهاده است.